# Kluky, Mladá Boleslav
Kluky là một làng thuộc huyện Mladá Boleslav, vùng Středočeský, Cộng hòa Séc.